# Сасвим мало скретање
„Сасвим мало скретање” је југословенски ТВ филм из 1965. године. Режирала га је Љиљана Билуш а сценарио је написао Франц Веисер

## Улоге
| Глумац           | Улога |
| ---------------- | ----- |
| Санда Лангерхолц |       |
| Божидар Смиљанић |       |
| Крешимир Зидарић |       |